# Diocesi di Castro di Sardegna

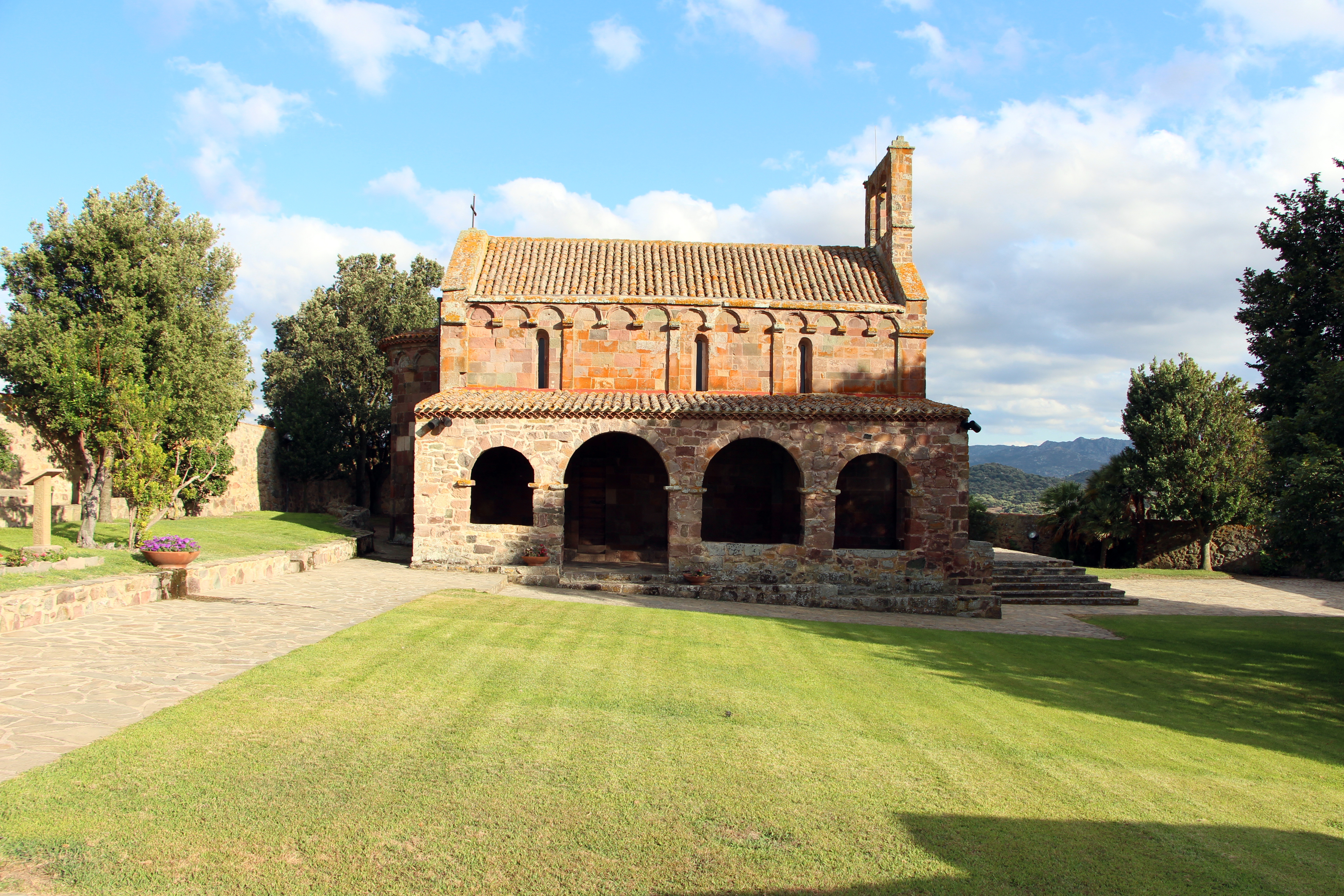
Vista laterale della cattedrale di Castro.

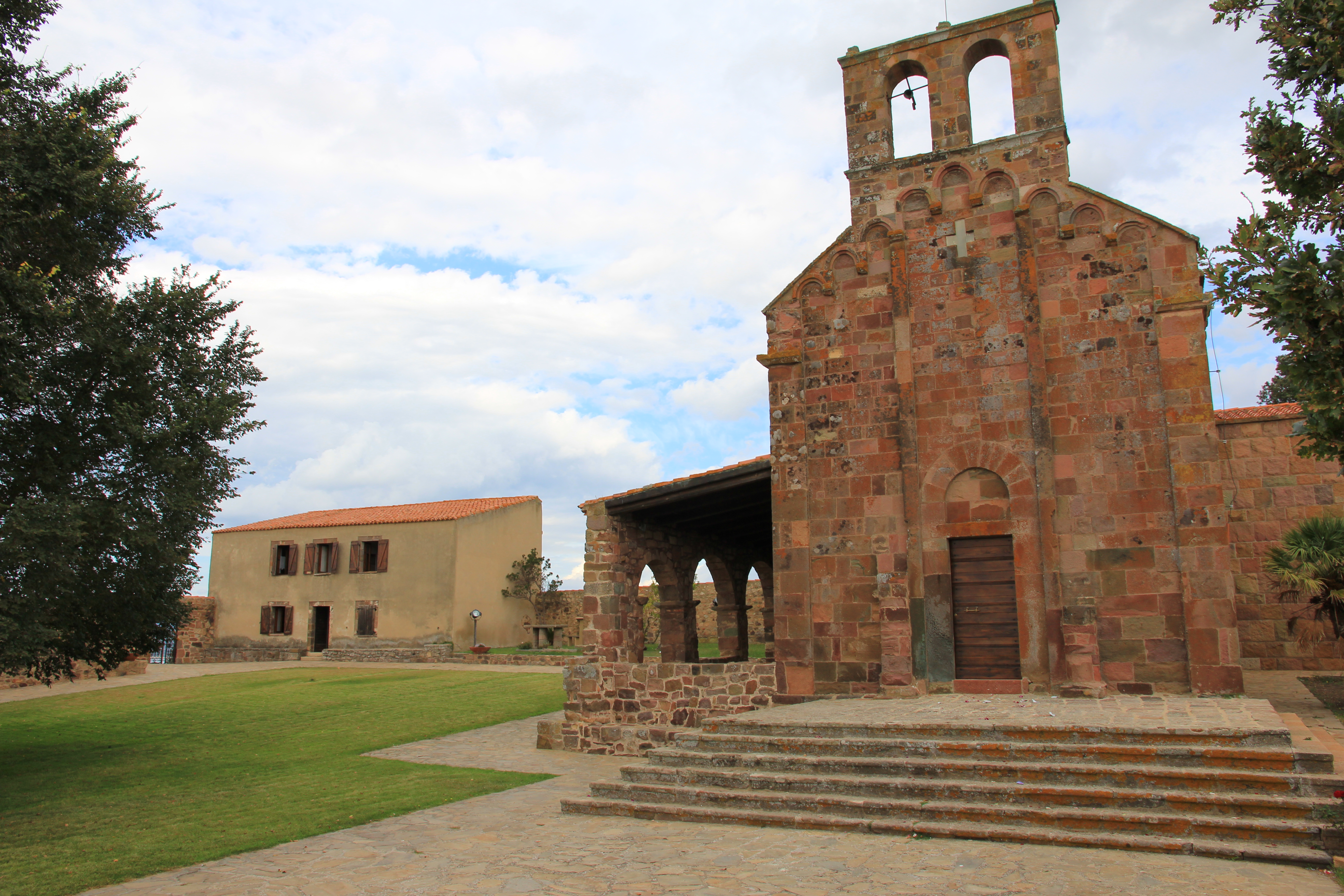
La cattedrale e la residenza episcopale di Castro.

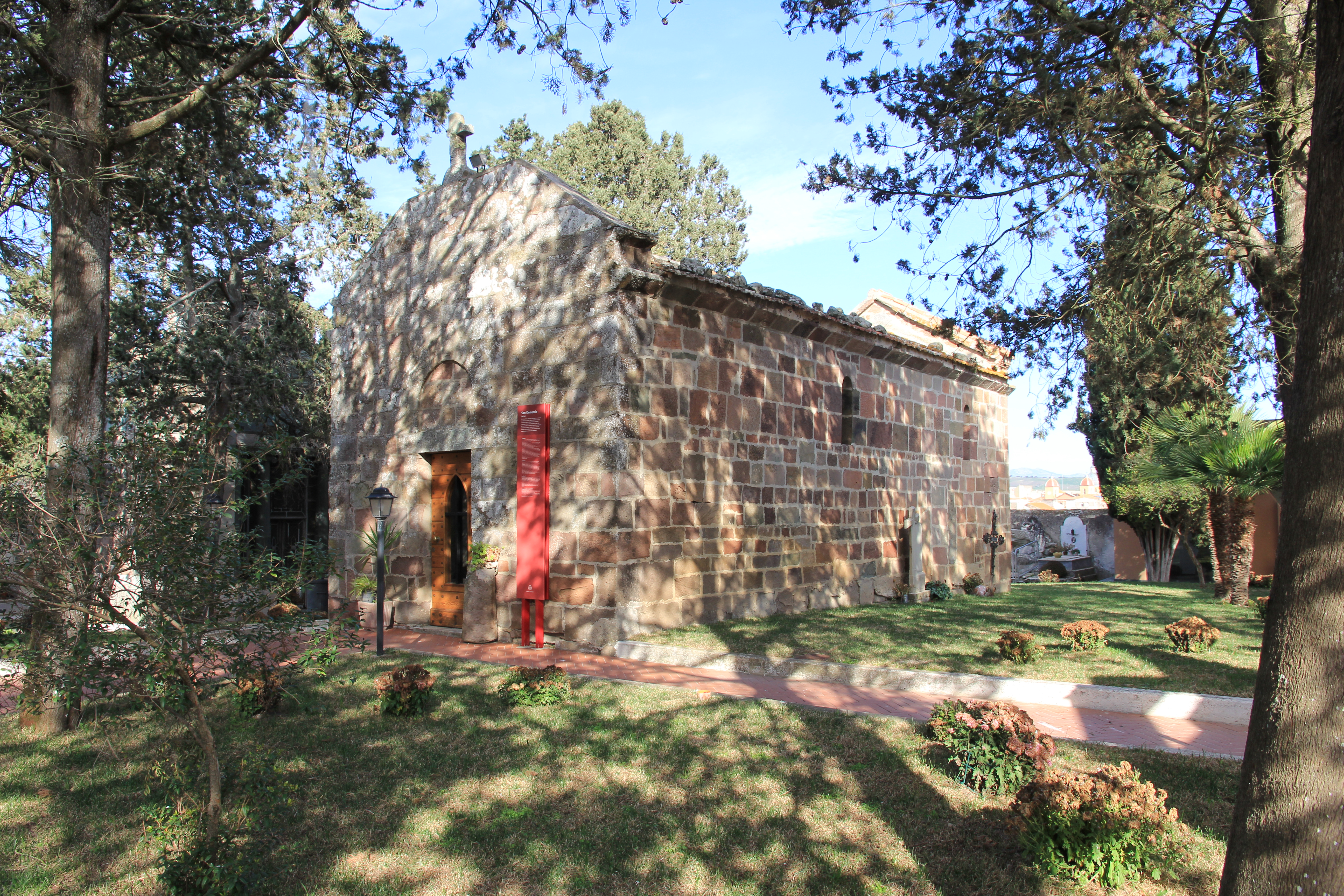
La chiesa di San Demetrio a Oschiri; durante i lavori di restauro, sotto il vecchio altare, è stato rinvenuto un bussolotto, contenente la pergamena di consacrazione, datata 1168, ad opera del vescovo Attone.

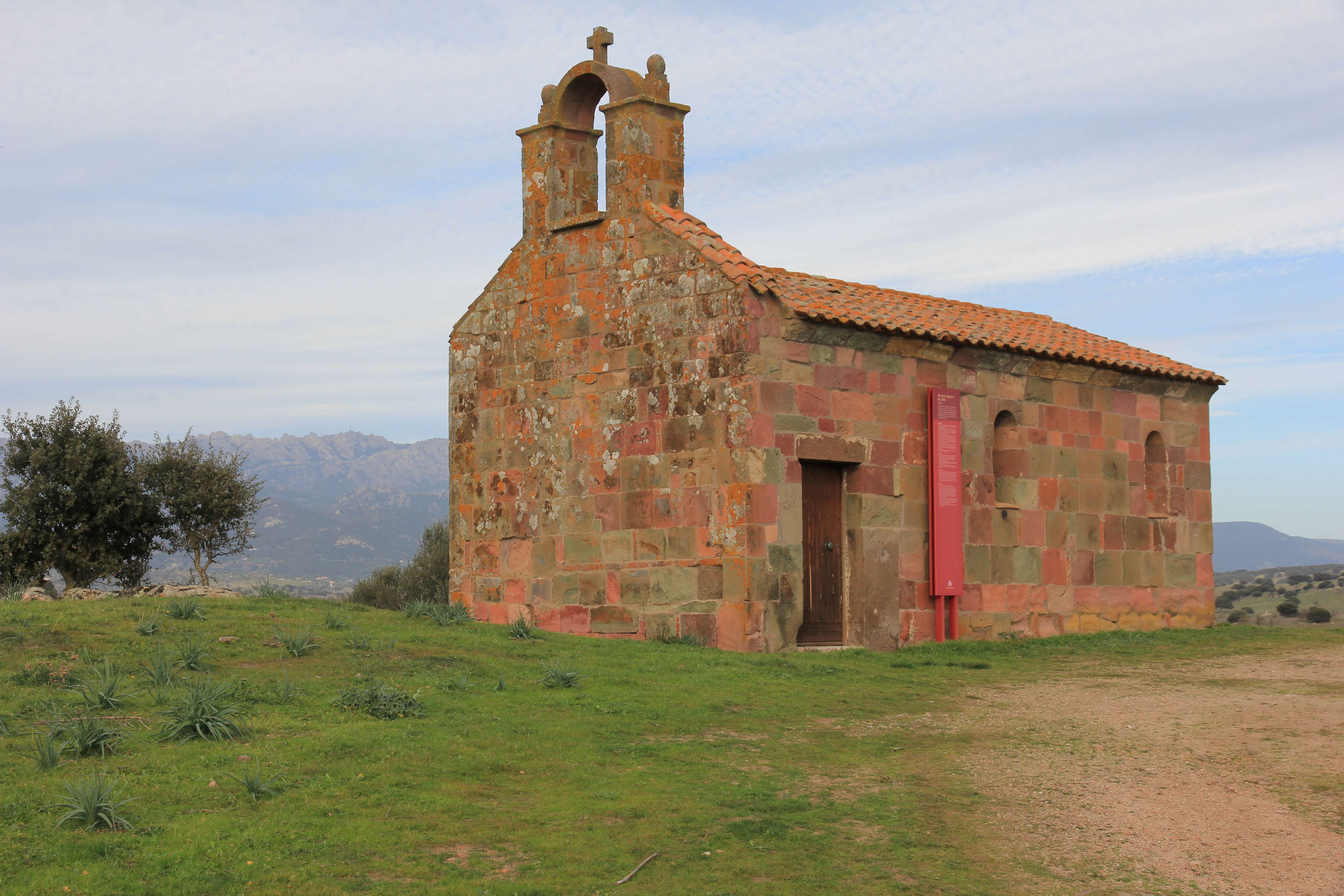
La chiesa di Nostra Signora di Otti, risalente al XII secolo, chiesa parrocchiale del villaggio scomparso di Otti (o Octi).

La diocesi di Castro di Sardegna (in latino Dioecesis Castrensis in Sardinia) è una sede soppressa e sede titolare della Chiesa cattolica. L'antico territorio fa oggi parte della diocesi di Ozieri.

## Territorio

Mappa delle diocesi e delle province ecclesiastiche sarde in epoca medievale.

La diocesi comprendeva sedici villaggi tuttora esistenti (Alà, Anela, Bantine, Benetutti, Berchidda, Bono, Buddusò, Bultei, Monti, Nule, Oschiri, Osidda, Pattada, Orune, nonché Olefà e Urrà, vale a dire gli attuali Berchiddeddu e Padru), ai quali occorre aggiungere almeno altri dodici centri oggi scomparsi (la stessa Castro, Balanotti, Bunne, Lerno, Lorzia, Orestelli, Usulufè, Usolvisi, Norvara, Otti, Bulteina, Bidducara).
La diocesi aveva sede a Castro (in sardo Crasta), un'antica città della Sardegna oggi scomparsa; di essa resta l'antica cattedrale, la chiesa di Nostra Signora di Castro.
Confinava a nord con la diocesi di Civita, ad est con la diocesi di Galtellì, a sud con la diocesi di Ottana, e ad ovest con le sedi di Bisarcio e di Torres.

## Storia
Castro (o Castra o Crasta), antico centro e punto di riferimento per l'organizzazione ecclesiastica del Goceano e del Monteacuto, divenne sede episcopale in occasione della riorganizzazione delle Chiese sarde nel corso dell'XI secolo, quando Torres, forse già durante il pontificato di papa Alessandro II (1061-1073), divenne sede metropolitana del giudicato di Torres. Tra le suffraganee di Torres v'erano Ampurias, Bisarcio, Bosa, Ottana, Ploaghe, Sorres e Castro.
Tuttavia le prime menzioni della diocesi risalgono agli inizi del XII secolo, quando un anonimo vescovo di Castro è menzionato in un atto di donazione all'abbazia camaldolese della Santissima Trinità di Saccargia del 1112. Segue il vescovo Adamo, il primo di cui si conosca il nome, che nel 1127 sottoscriveva la cessione in usufrutto della chiesa di San Michele di Plaiano da parte dei canonici di Santa Maria di Pisa a favore dei Vallombrosani. Risalgono alla seconda metà del XII secolo le notizie sul vescovo Atho (o Attone), documentato in più occasioni: nel 1164 donava ai monaci di Camaldoli la chiesa di Santa Maria di Anela; nel 1168 consacrava la chiesa di San Demetrio di Oschiri; nel 1176 sottoscriveva la donazione della chiesa di San Giorgio de Oleastreto all'ospedale San Leonardo di Pisa. Agli inizi del XIII secolo troviamo il vescovo Raimondo, che per motivi di salute non poté partecipare alla crociata; e un anonimo vescovo di Castro che prese parte al concilio lateranense del 1215.
A partire dalla metà del XIV secolo e per tutto il secolo successivo, a causa della povertà della regione, si assistette ad un progressivo spopolamento della diocesi e molti centri abitati vennero abbandonati, tra cui la stessa Castro, i cui abitanti si trasferirono in massa nella vicina Oschiri. In questo periodo la sede episcopale fu trasferita a Bono.
A Bono, nella chiesa parrocchiale di San Michele, venne celebrato nel 1420 un sinodo diocesano, il primo, in tutta la Sardegna, di cui siano pervenuti gli atti, in forma parziale in sardo, e nella stesura completa in latino. Il sinodo, convocato dal vescovo Leonardo, affrontò diverse tematiche che riguardavano la disciplina del clero, i sacramenti e la vita cristiana, i benefici, la cura d'anime e l'amministrazione parrocchiale, i beni ecclesiastici e il foro ecclesiastico. Tra le disposizioni vi erano l'obbligo per i chierici di recitare il breviario, l'obbligo di suonare le campane in occasione delle visite pastorali del vescovo, il divieto di commercio e del gioco d'azzardo per i sacerdoti, il divieto per i chierici di presentarsi in luoghi sacri armati e con speroni.
La diocesi fu soppressa agli inizi del XVI secolo, in occasione del riordino delle diocesi sarde fortemente voluto dal re Ferdinando II d'Aragona, approvato da papa Alessandro VI, e reso effettivo da papa Giulio II, il quale, con la bolla Aequum reputamus dell'8 dicembre 1503, soppresse le diocesi di Bisarcio e di Castro e le unì a quella di Ottana, la cui sede episcopale fu contestualmente trasferita ad Alghero, sulla costa occidentale dell'isola.
L'ultimo vescovo di Castro fu Antonio de Toro, il quale continuò a conservare il titolo di "vescovo di Castro", come documentano alcuni suoi atti successivi al 1503, fino alla sua morte, avvenuta attorno al 1509. Le disposizioni di papa Giulio II non furono ben accolte nelle diocesi soppresse e solo nel 1543 si ebbe la formale presa di possesso da parte del vescovo di Alghero delle antiche sedi di Castro, di Bisarcio e di Ottana.
Dal 1968 Castro è annoverata tra le sedi vescovili titolari della Chiesa cattolica; dal 14 novembre 2024 il vescovo titolare è Andreas Geßmann, vescovo ausiliare di Essen.

## Cronotassi

### Vescovi
La presente cronotassi è tratta da: Raimondo Turtas, Storia della Chiesa in Sardegna. Dalle origini al Duemila, Città Nuova Editrice, Roma, 1999 - riportata da: G. D. Sotgia, Castro, diocesi medievale sarda: dalle origini all'"iberizzazione" delle istituzioni (secc. X-XVI), p. 127; e da: Enciclopedia della Sardegna, p. 503.
- Anonimo † (menzionato nel 1116 [7])
- Adamo (menzionato nel 1127)
- Atho (Attone) † (prima del 1164 - 1176 deceduto)
- Raimondo O.S.B. Vall. (inizi del XIII secolo)
- Anonimo † (menzionato nel 1215)
- Anonimo (prima del 1220 - dopo il 1224)
- Torgotorio † (prima del 1231 - dopo il 1237)
- Anonimo † (1247 - 21 ottobre 1248 deceduto)
- Marzocco † (prima del 1259 - dopo il 1269)
- M(ariano ?) † (menzionato nel 1269)[8]
- Comita I † (menzionato nel 1289)[9]
- Bernardo I † (menzionato nel 1309)
- Comita II † (menzionato nel 1330)
- Bernardo II † (1342 - prima del 5 ottobre 1358 deceduto)
- Francesco di Giovanni, O.F.M. † (5 ottobre 1358 - 1359 deceduto)
- Comita de Olis † (2 dicembre 1359 - ? deceduto)
- Cornelio †[10]
- Nicola de Vare, O.F.M. † (8 novembre 1362 - dopo il 1372)
- Agostino †
- Raineiro † (circa aprile 1388 - dopo il 1391)
- Simone Margens di Orvieto † (24 luglio 1395 - 26 settembre 1402[11] nominato vescovo di Civita)
- Antonio † (prima del 4 aprile 1402 - ? deceduto)
- Leonardo di Sassari, O.F.M. † (26 agosto 1412 - 1445 deceduto)
- Francesco, O.S.B.Cam. † (22 dicembre 1445 - ? deceduto)
- Giovanni Gasto, O.F.M. † (3 luglio 1447 - ? deceduto)
- Tommaso Gilibert, O.Cist. † (11 luglio 1455 - ?)
- Leonardo † (10 novembre 1458 - 1464 deceduto)
- Lorenzo di Moncada, O.F.M. † (5 novembre 1464 - ? deceduto)
- Cristoforo Mannu † (14 ottobre 1478 - 1483 deceduto)
- Bernardo Jover † (14 febbraio 1483 - 1490 deceduto)
- Giovanni Crespo, O.E.S.A. † (20 dicembre 1490 - 2 ottobre 1493 nominato vescovo di Ales)
- Melchiorre di Tremps † (2 ottobre 1493 - 1496 deceduto)
- Giovanni Garsia, O.S.B. † (21 ottobre 1496 - 1501 deceduto)
- Antonio de Toro, O.F.M. † (23 luglio 1501 - 1509)
  - Sede soppressa

### Vescovi titolari
- Alfonso Sánchez Peña, C.M.F. † (28 luglio 1969 - 11 luglio 1997 deceduto)
- Giuseppe Pittau, S.I. † (11 luglio 1998 - 26 dicembre 2014 deceduto)
- Dominicus (Michael) Meier, O.S.B. (15 luglio 2015 - 28 maggio 2024 nominato vescovo di Osnabrück)
- Andreas Geßmann, dal 14 novembre 2024